# Imigração portuguesa na Colômbia
Luso-colombiano ou português colombiano é um colombiano que possui ascendência portuguesa ou um português que reside na Colombia. Muitos portugueses não escolheram a Colômbia como seu principal destino devido à sua instabilidade política, à guerra contra as drogas por Pablo Escobar, ao terrorismo e a muitas outras questões. Em vez disso, eles foram para países que a imigração não foi contida, mas sim promovida, como o Brasil e a Venezuela.

## História
Alguns historiadores acreditam que os primeiros portugueses que vieram para a Colômbia eram marinheiros e comerciantes, que chegaram quando o território era ainda parte do Império Espanhol. Por volta da mesma época, algumas famílias portuguesas instalaram-se em alguns departamentos como Atlántico, Arauca, Caldas e Chocó.[carece de fontes?]
Atualmente, apenas 121 portugueses residem na Colômbia, sendo os descendentes de portugueses cerca de 60 000. No entanto, a embaixada de Bogotá estima que há cerca de 800 cidadãos portugueses que se registraram como cidadãos colombianos.